# Huig Maaskant
Huig Aart Maaskant (* 17. August 1907 in Rotterdam; † 27. Mai 1977 ebenda) war ein niederländischer Architekt. Er war maßgeblich am Wiederaufbau Rotterdams nach dem Zweiten Weltkrieg beteiligt.
Er entwarf eine Großzahl von einzigartigen, berühmten Gebäuden in seiner Heimatstadt Rotterdam und in Amsterdam. Erwähnenswert ist das Groothandelsgebouw in Rotterdam um 1953, der Euromast, das Amsterdam Hilton Hotel in 1958 und das Rotterdam Hilton Hotel in 1963.

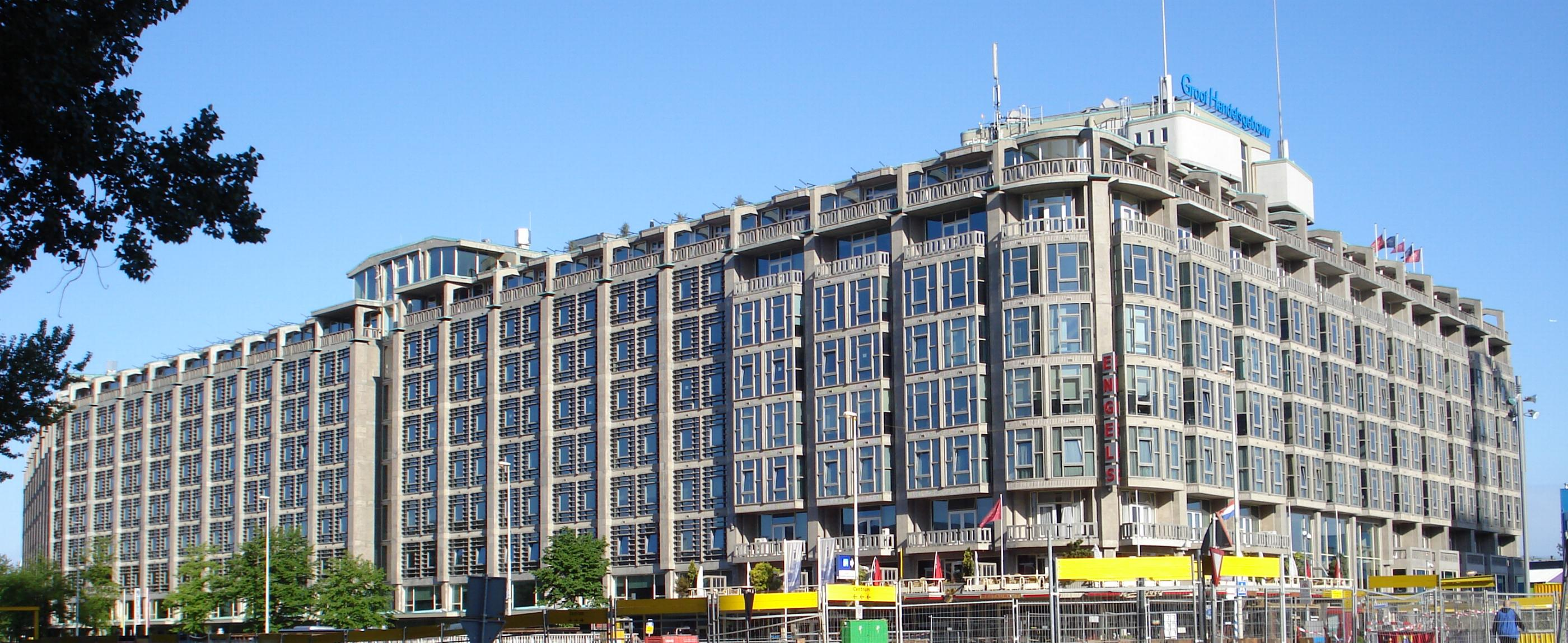
Groothandelsgebouw
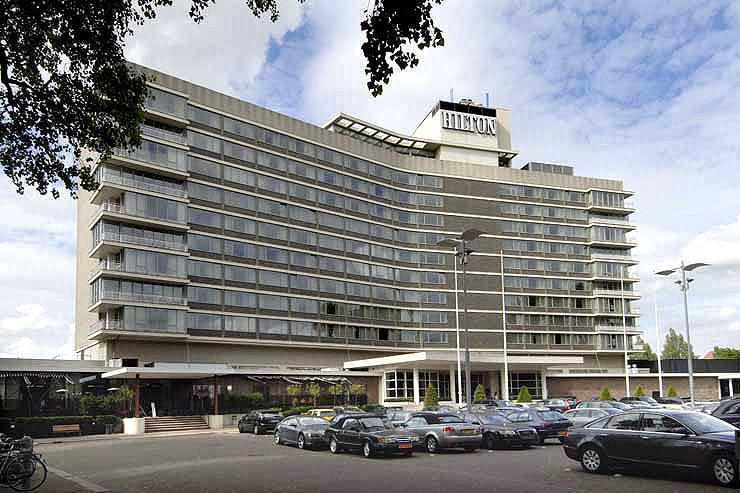
Amsterdam Hilton
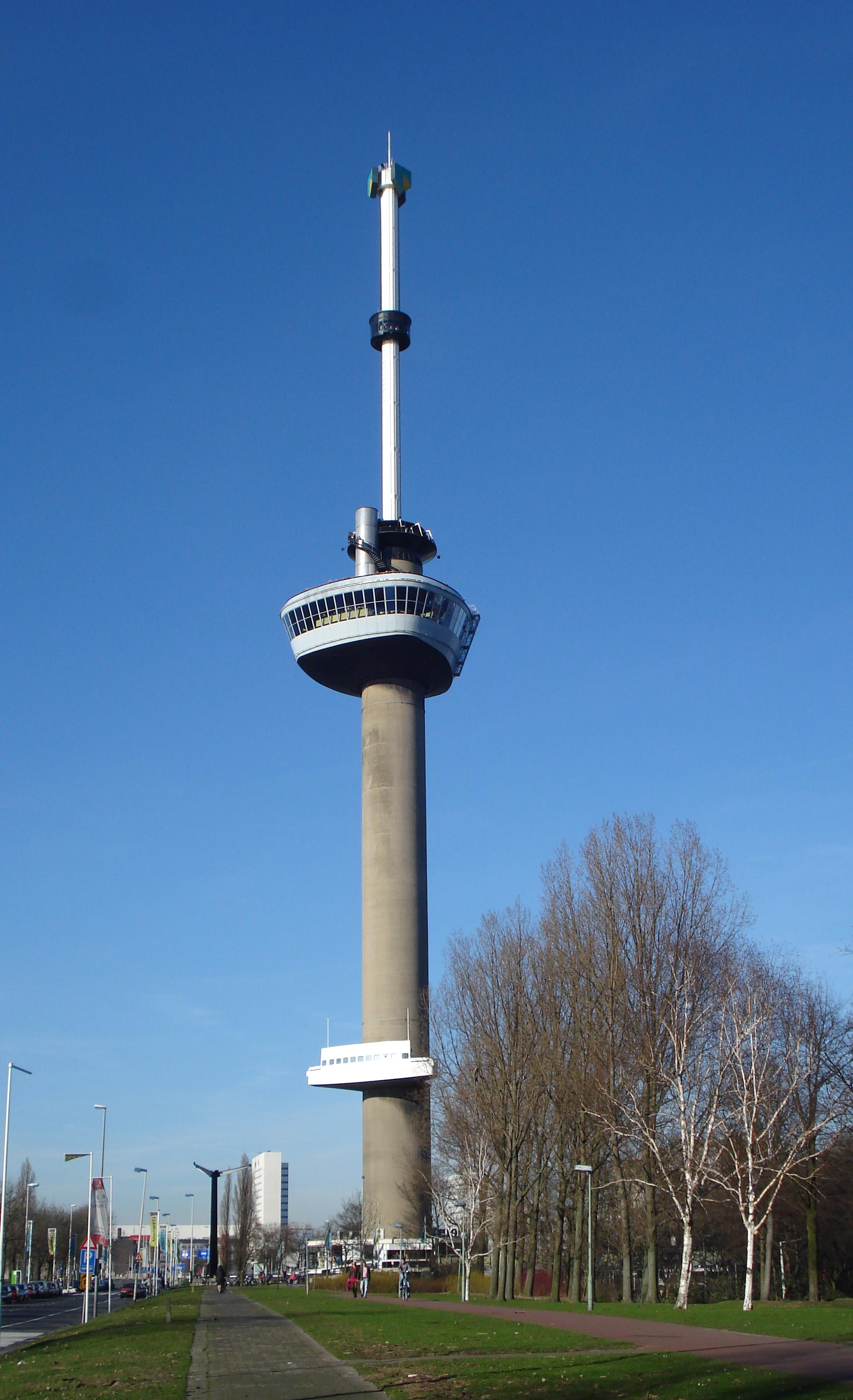
Euromast
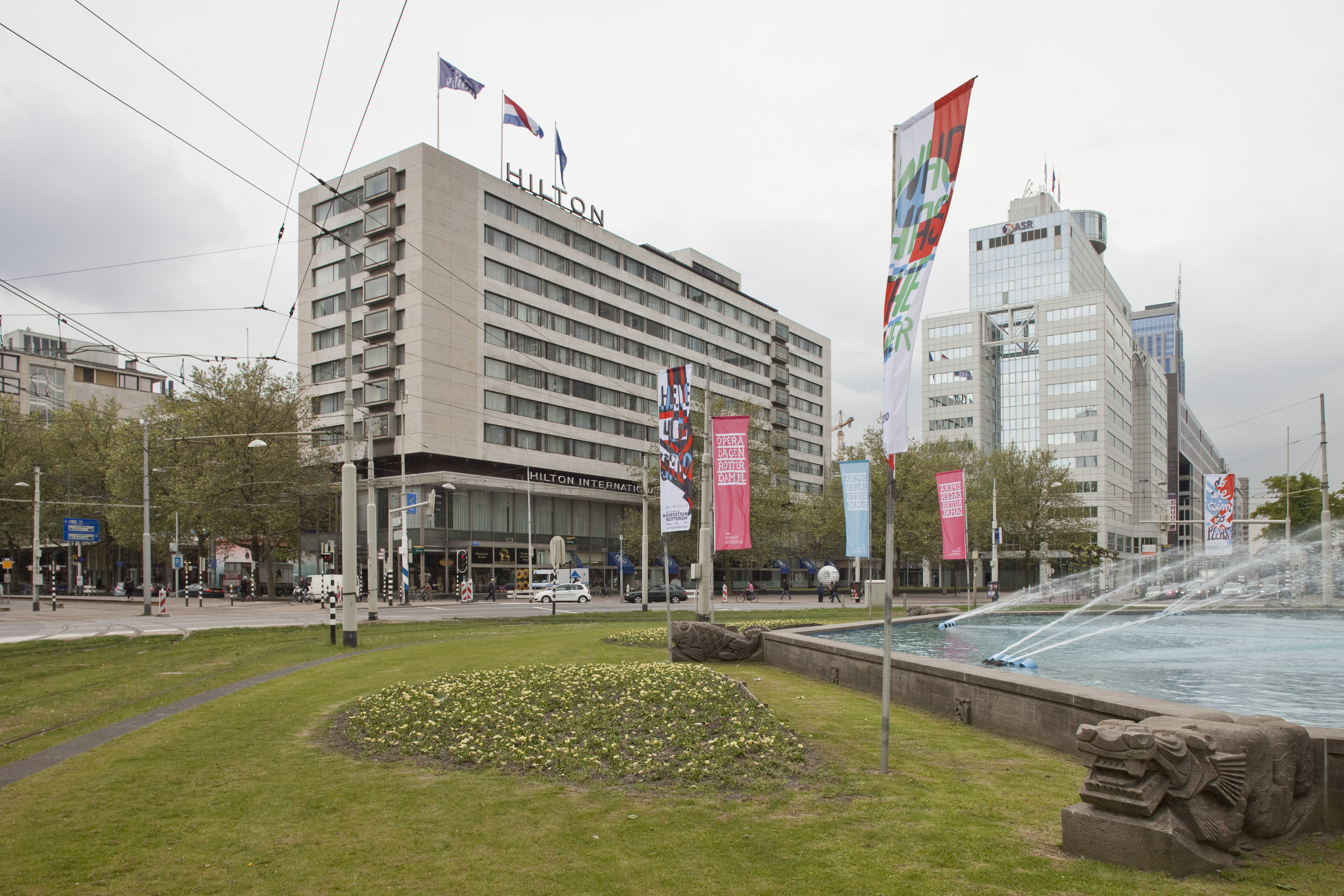
Rotterdam Hilton

## Bekannte Werke
- 1953 Groothandelsgebouw[2], Rotterdam
- 1958 Amsterdam Hilton[3] Hotel
- 1960 Euromast, Rotterdam
- 1961 Neudeflat, Utrecht
- 1963 Rotterdam Hilton Hotel
- 1969 Studentenzentrum De Bunker[4], Eindhoven